# Peugeot Type 13
La Peugeot type 13 est le premier utilitaire des automobiles Peugeot, alors appelé Peugeot Frères, conçu par Armand Peugeot.